# Maria Teresa Felicita d'Este
Maria Teresa Felicita d'Este (Modena, 6 ottobre 1726 – Rambouillet, 30 aprile 1754) fu Principessa di Modena e Reggio per nascita e Duchessa di Penthièvre per matrimonio.

## Biografia

### Infanzia
Maria Teresa Felicita era la figlia di Francesco III d'Este, duca di Modena e Reggio e di Carlotta Aglaia d'Orléans.

### Matrimonio
Il 29 dicembre del 1744 sposò a Versailles il duca di Penthièvre, Luigi Giovanni Maria di Borbone, figlio del conte di Tolosa Luigi Alessandro (nato dalla relazione adulterina di Luigi XIV con la marchesa Françoise-Athénaïs di Montespan) e di Marie Victoire de Noailles (figlia del maresciallo di Francia Anne Jules di Noailles).
La giovane coppia occupava una serie di appartamenti di Versailles che erano stati precedentemente occupati dalla loro comune antenata Madame de Montespan.

### Morte
La duchessa di Penthièvre morì di parto nel 1754.

## Discendenza
Dalla loro unione nacquero:
1. Luigi Maria di Borbone, duca di Rambouillet (2 gennaio 1746 - 17 novembre 1749);
2. Luigi Alessandro di Borbone, "principe di Lamballe" (6 settembre 1747 - 6 maggio 1768), che sposò "Maria Luisa" Teresa di Savoia, Mademoiselle de Carignan;
3. Giovanni Maria di Borbone, duca di Châteauvillain (17 novembre 1748 - 19 maggio 1755);
4. Vicenzo Maria Luigi di Borbone, conte di Guingamp (22 giugno 1750 - 14 marzo 1752);
5. Maria Luisa di Borbone (18 ottobre 1751 - 26 settembre 1753);
6. Luisa Maria Adelaide di Borbone, detta Mademoiselle de Penthièvre (13 marzo 1753 - 23 giugno 1821), che sposò Luigi Filippo d'Orléans, "Philippe Égalité";
7. Luigi Maria Felice di Borbone (29 aprile 1754 - 30 aprile 1754).

## Ascendenza
|                                           |                     |                                         | Genitori                             |  |  | Nonni |  |  | Bisnonni           |  |  | Trisnonni          |  |
|                                           |                     |                                         |                                      |  |  |       |  |  | Francesco I d'Este |  |  | Alfonso III d'Este |  |
|                                           |                     |                                         |                                      |  |  |       |  |  | Francesco I d'Este |  |  | Alfonso III d'Este |  |
|                                           |                     | Isabella di Savoia                      |                                      |  |  |       |  |  | Francesco I d'Este |  |  |                    |  |
| Rinaldo d'Este                            |                     |                                         |                                      |  |  |       |  |  | Francesco I d'Este |  |  |                    |  |
|                                           |                     | Lucrezia Barberini                      | Taddeo Barberini                     |  |  |       |  |  |                    |  |  |                    |  |
|                                           |                     | Lucrezia Barberini                      | Taddeo Barberini                     |  |  |       |  |  |                    |  |  |                    |  |
|                                           |                     | Lucrezia Barberini                      | Anna Colonna                         |  |  |       |  |  |                    |  |  |                    |  |
| Francesco III d'Este                      |                     | Lucrezia Barberini                      |                                      |  |  |       |  |  |                    |  |  |                    |  |
|                                           |                     | Giovanni Federico di Brunswick-Lüneburg | Giorgio di Brunswick-Lüneburg        |  |  |       |  |  |                    |  |  |                    |  |
|                                           |                     | Giovanni Federico di Brunswick-Lüneburg | Giorgio di Brunswick-Lüneburg        |  |  |       |  |  |                    |  |  |                    |  |
|                                           |                     | Giovanni Federico di Brunswick-Lüneburg | Anna Eleonora d'Assia-Darmstadt      |  |  |       |  |  |                    |  |  |                    |  |
| Carlotta Felicita di Brunswick e Lüneburg |                     | Giovanni Federico di Brunswick-Lüneburg |                                      |  |  |       |  |  |                    |  |  |                    |  |
|                                           |                     | Benedetta Enrichetta del Palatinato     | Edoardo del Palatinato-Simmern       |  |  |       |  |  |                    |  |  |                    |  |
|                                           |                     | Benedetta Enrichetta del Palatinato     | Edoardo del Palatinato-Simmern       |  |  |       |  |  |                    |  |  |                    |  |
|                                           |                     | Benedetta Enrichetta del Palatinato     | Anna Maria di Gonzaga-Nevers         |  |  |       |  |  |                    |  |  |                    |  |
| Maria Teresa d'Este                       |                     | Benedetta Enrichetta del Palatinato     |                                      |  |  |       |  |  |                    |  |  |                    |  |
|                                           | Filippo I d'Orléans | Luigi XIII di Francia                   |                                      |  |  |       |  |  |                    |  |  |                    |  |
|                                           | Filippo I d'Orléans | Luigi XIII di Francia                   |                                      |  |  |       |  |  |                    |  |  |                    |  |
|                                           | Filippo I d'Orléans | Anna d'Austria                          |                                      |  |  |       |  |  |                    |  |  |                    |  |
| Filippo II d'Orléans                      | Filippo I d'Orléans |                                         |                                      |  |  |       |  |  |                    |  |  |                    |  |
|                                           |                     | Elisabetta Carlotta di Baviera          | Carlo I Luigi del Palatinato         |  |  |       |  |  |                    |  |  |                    |  |
|                                           |                     | Elisabetta Carlotta di Baviera          | Carlo I Luigi del Palatinato         |  |  |       |  |  |                    |  |  |                    |  |
|                                           |                     | Elisabetta Carlotta di Baviera          | Carlotta d'Assia-Kassel              |  |  |       |  |  |                    |  |  |                    |  |
| Carlotta Aglaia di Borbone-Orléans        |                     | Elisabetta Carlotta di Baviera          |                                      |  |  |       |  |  |                    |  |  |                    |  |
|                                           |                     | Luigi XIV di Francia                    | Luigi XIII di Francia                |  |  |       |  |  |                    |  |  |                    |  |
|                                           |                     | Luigi XIV di Francia                    | Luigi XIII di Francia                |  |  |       |  |  |                    |  |  |                    |  |
|                                           |                     | Luigi XIV di Francia                    | Anna d'Austria                       |  |  |       |  |  |                    |  |  |                    |  |
| Francesca Maria di Borbone-Francia        |                     | Luigi XIV di Francia                    |                                      |  |  |       |  |  |                    |  |  |                    |  |
|                                           |                     | Françoise-Athénaïs di Montespan         | Gabriel de Rochechouart de Mortemart |  |  |       |  |  |                    |  |  |                    |  |
|                                           |                     | Françoise-Athénaïs di Montespan         | Gabriel de Rochechouart de Mortemart |  |  |       |  |  |                    |  |  |                    |  |
|                                           |                     | Françoise-Athénaïs di Montespan         | Diane de Grandseigne                 |  |  |       |  |  |                    |  |  |                    |  |
|                                           |                     | Françoise-Athénaïs di Montespan         |                                      |  |  |       |  |  |                    |  |  |                    |  |

## Galleria d'immagini

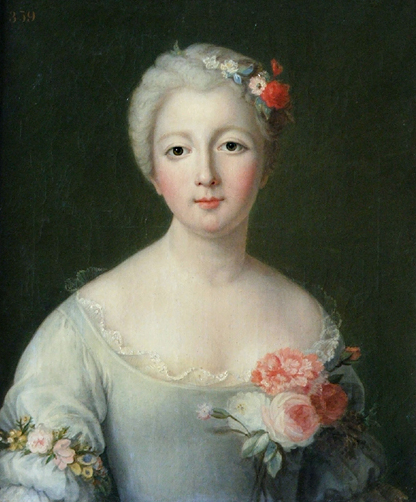
Maria Teresa Felicita d'Este, duchessa di Penthièvre
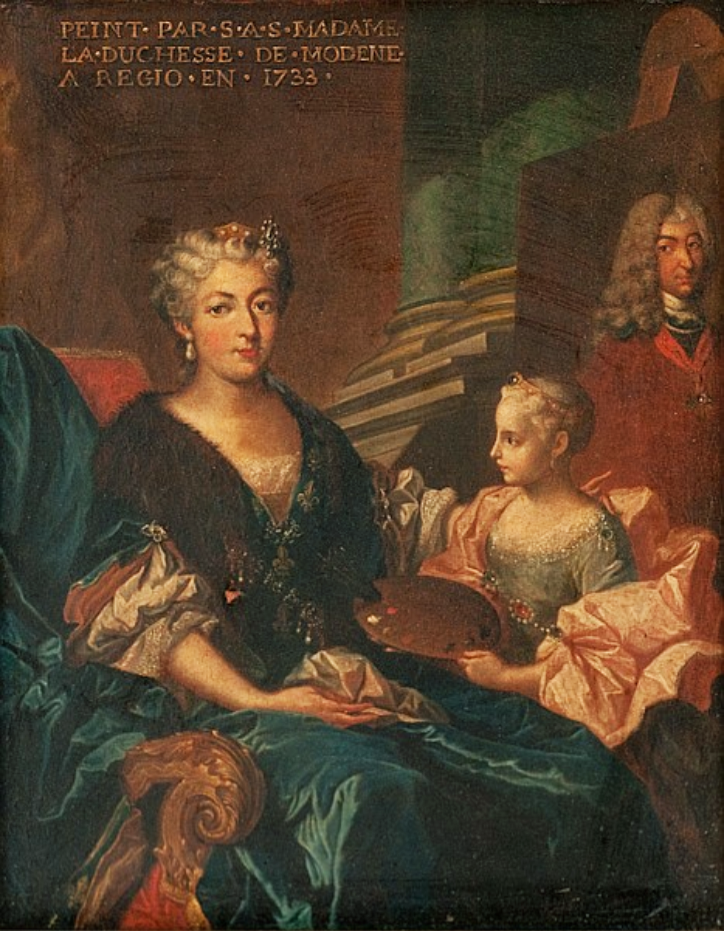
Maria Teresa con la madre, Carlotta Aglaia d'Orléans, nel 1733, di Nicolas de Largillière
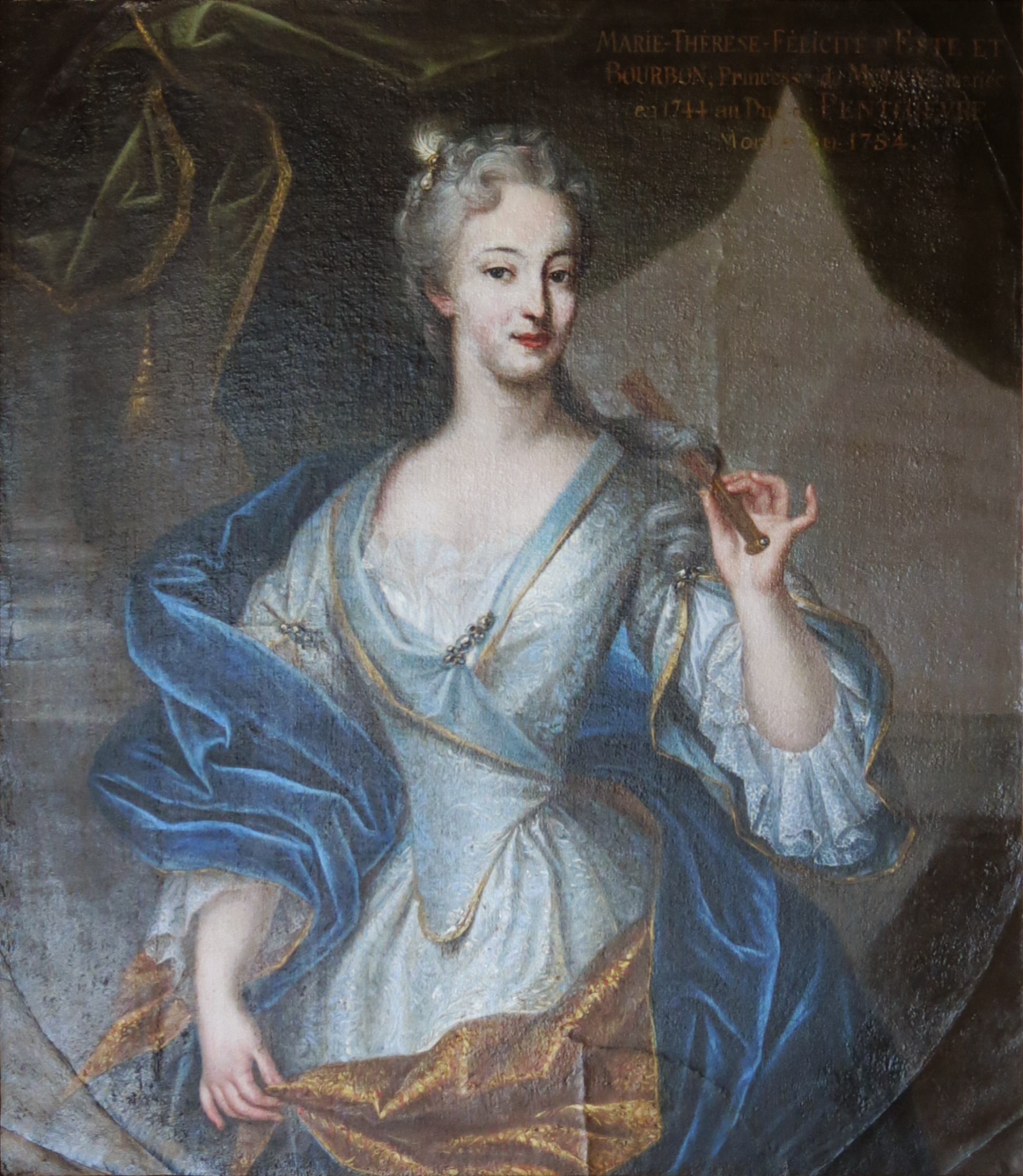
Ritratto postumo di Maria Teresa Felicita fatto attorno al 1760